# Eriocheir sinensis
El cangrejo chino o cangrejo de Shanghái (Eriocheir sinensis, en chino simplificado: 大闸蟹; en chino tradicional: 大閘蟹; en pinyin: dàzháxiè; en shanghainés: du-zaq-ha, lit. "gran cangrejo de esclusa") es una especie de crustáceo decápodo de la familia Grapsidae. Es un cangrejo de tamaño mediano nativo de las costas y estuarios de Asia Oriental, desde Corea hasta la provincia china de Fujian. También se ha introducido en Europa y América del Norte, donde se considera una especie invasora. La especie figura en la lista 100 de las especies exóticas invasoras más dañinas del mundo de la Unión Internacional para la Conservación de la Naturaleza.

## Descripción
Las características distintivas de esta especie son los parches densos de setas oscuras en sus pinzas. El cuerpo del cangrejo es del tamaño de una palma humana. Las patas son aproximadamente el doble de largas que el caparazón de 3 a 10 centímetros de ancho.

## Hábitat y distribución
Se distribuye desde Hong Kong hasta la frontera de Corea. Se puede encontrar tierra adentro, pero prefiere las zonas costeras. En el río Yangtze, el río más grande en su área de distribución nativa, se han registrado estos cangrejos hasta 1400 km río arriba. Se sabe que se asienta en arrozales junto al mar y ríos tierra adentro. El cangrejo se encuentra en regiones subtropicales y templadas.

## Alimentación
Es un cangrejo omnívoro y detritívoro: se alimenta de alevines, peces, caracoles, parásitos, tejidos muertos, carroña, algas, fitoplancton y zooplancton como copépodos.

## Reproducción

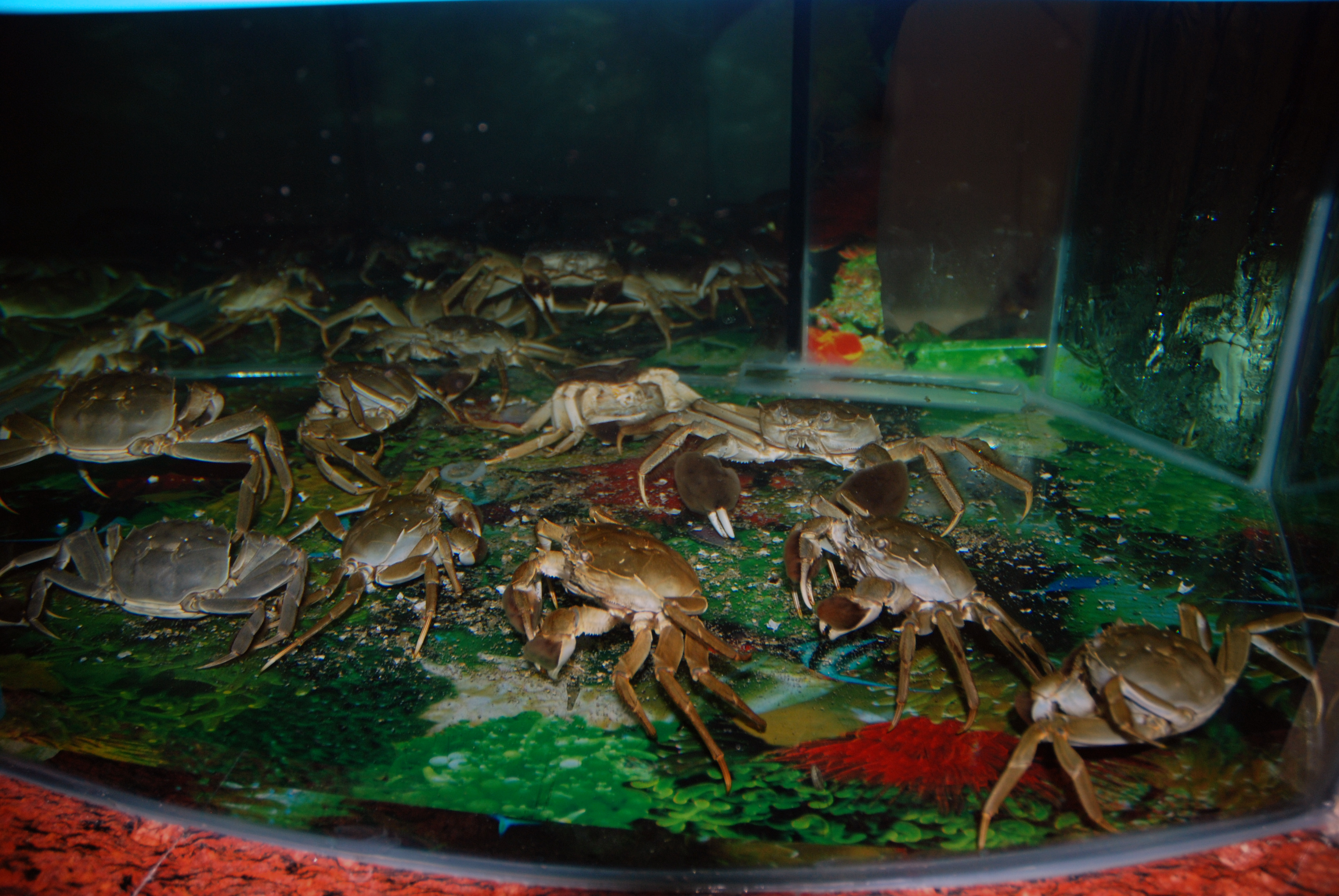
Cangrejos en Beijing, Sept. 2008.

Los cangrejos de Shanghái comienzan como organismos de agua dulce. A fines de agosto, los instintos sexuales se despiertan y comienzan a migrar río abajo hacia el mar, lejos de sus zonas de alimentación. Es durante esta migración donde los cangrejos alcanzan la pubertad y desarrollan sus órganos sexuales. Los cangrejos comienzan a reproducirse en las aguas salobres a fines del otoño. Los machos llegan primero y permanecen en las aguas salobres todo el invierno; las hembras llegan después. Los huevos se ponen dentro de las 24 horas posteriores al apareamiento y luego se adhieren al abdomen de la hembra. Después de que se adhieren los huevos, la hembra se va inmediatamente y se dirige a la desembocadura del río. Las larvas salen de los huevos durante el verano, después de lo cual flotan y flotan en las aguas salobres. Debido a que el viaje para criar cangrejos es tan grande, solo se reproducen una vez durante su vida. La edad de reproducción es normalmente hacia el final de su vida útil. Los cangrejos tienen una cantidad considerable de producción de huevos ya que estos cangrejos solo se reproducen una vez. Después de que los cangrejos se reproducen con éxito, tienen muy poca energía y comienzan a consumirse.

## Carácter invasor en España
Debido a su potencial colonizador (como el aumento de sus poblaciones debido a su constante reproducción) y constituir una grave amenaza para las especies autóctonas, los hábitats o los ecosistemas, esta especie ha sido incluida en el Catálogo Español de Especies Exóticas Invasoras, regulado por Real Decreto 630/2013, de 2 de agosto.

## Como alimento
El cangrejo es un manjar otoñal en la cocina de Shanghái y el este de China. Es apreciado por las huevas de los cangrejos hembra, que maduran en el noveno mes lunar y los machos en el décimo. Los practicantes de la medicina tradicional china creen que la carne de cangrejo tiene un efecto "refrescante" (yin) en el cuerpo.